# Programa de Fortalecimiento del Vínculo Escuela Familia Comunidad
El Programa de Fortalecimiento del Vínculo Escuela - Familia - Comunidad (PFVEFC) fue un programa de atención psicosocial piloto iniciada en Uruguay en el año 1999 sobre un núcleo de doce Escuelas de Tiempo Completo de Uruguay asistidas por un grupo de psicólogos y asistentes sociales, con la finalidad de atender las situaciones problemáticas y de asistir a docentes y padres en pos de alcanzar un mejor clima institucional y un mejor relacionamiento con el medio en que se inserta la escuela. El mismo se enmarca en la ejecución de la Reforma Educativa desarrollada por el sociólogo Germán Rama durante la segunda presidencia del Dr. Julio María Sanguinetti, dentro del Segundo Proyecto de Mejora de la Calidad de la Enseñanza Básica (MECAEP II) acordado entre el gobierno del nacional y el Banco Internacional de Reconstrucción y Fomento.

## Surgimiento
El programa de Fortalecimiento del Vínculo Escuela - Familia - Comunidad surge en 1999 como resultado del desarrollo de un módulo sobre “relacionamiento de la escuela con las familias y la comunidad” a las capacitaciones para Escuelas de Tiempo Completo previstas en el artículo 11 del Acta 90 del 24/12/1998 aprobada por el Consejo Directivo Central de la Administración Nacional de Educación Pública (Co.Di.Cen. - A.N.E.P.) y desarrolladas en conjunto entre un equipo técnico “integrado por profesionales de reconocida capacidad y compromiso con la escuela pública uruguaya” y el equipo técnico del Programa “Todos los niños pueden aprender”. En dicho documento se preveía la incorporación de profesionales del área social y psicológica para apoyar a la escuela en su relacionamiento con las familias y la comunidad y en el abordaje de problemas sociales que inciden en el rendimiento de los niños.
En su primer año la dirección de MECAEP opta concentrar los recursos en la “iniciación de una experiencia demostrativa en doce escuelas del territorio nacional” por el período de un año, vencido el cual y a partir de la evaluación positiva del trabajo desarrollado se decide dar continuidad al Programa, incorporándolo como un componente del Proyecto MECAEP II.
En el documento de sistematización de la experiencia se remite a tres "convicciones" que motivan la creación del programa:
1. necesidad imperiosa de encontrar caminos para la recomposición de puentes entre las principales instituciones de socialización en las que se forman los niños a fin de crear condiciones que favorezcan la equidad, evitando la deserción y el fracaso escolar, preparando a los niños, niñas y jóvenes para incorporar aprendizajes y competencias sociales.[3]
2. la convicción de que la escuela primaria tiene un papel fundamental para el logro de los objetivos de equidad.
3. la necesidad de parte de las ciencias sociales y la psicología de generar “formas innovadoras de responder a estas necesidades”.[3]

Respecto de este tercer punto y en el documento referido se observa que:

Los caminos tradicionalmente utilizados para ayudar a los niños a superar las dificultades de aprendizaje por lo general por lo general desembocan en una modalidad de tratamiento individual que rápidamente satua las posibilidades de respuesta institucional y, con frecuencia, inhabilita soluciones que movilicen otros recursos e integren un compromiso colectivo, institucional, familiar y comunitario.

concluyendo que

Para la búsqueda de nuevas respuestas no hay mejor camino que una obra colectiva en la que se sumen aportes de distintas disciplinas, ga través de un proceso de aprendizaje que surge de una práctica reflexiva.

## Objetivos
Nicolás Bentancur en su libro sobre las reformas educativas de los '90 en el cono sur ubica al PFVEFC en las acciones focalizadas de la Reforma Educativa que se plantean con el objetivo de compensar las desigualdades de origen de los alumnos junto con el programa de Escuelas de Tiempo Completo, el Programa “Todos los Niños Pueden Aprender” destinado a alumnos repetidores en 1.er año escolar de escuelas urbanas comunes, al Programa de alimentación escolar y al programa de becas a estudiantes de los Centros Regionales de Profesores.

### Objetivo general
Particularmente el PFVEFC se propone

"Diseñar, expreimentar la aplicación y evaluar la factivilidad de expansión de un modelo de prestación de servicios técnicos orientados a generar fortalecimiento de los vínculos entre las escuelas, las familias y la comunidad que repercuta en una mejora de la integración escolar y el rendimiento educativo de los alumnos"

### Objetivos específicos
Para lo cual establece tres objetivos específicos:

"a. Mejorar la comunicación y lograr un aumento del conocimiento y la comprensión mutua entre los docentes y las familias de los alumnos de Escuelas de Tiempo Completo participantes del programa.

b. Generar una aumento del involucramiento de las familias de los alumnos en la labor educativa desarrollada por estas escuelas.

c. Aumentar los vínculos entre estas escuelas y otras organizaciones y servicios comunitarios y facilitar el acceso de las familias a los mismos".

## Marco conceptual
Tanto la idea de problema como la idea de solución propuestas por el PFVEFC se intersecan en dos elementos conceptuales de fuerte raigambre en las políticas neoconservadoras -al decir de la politóloga Constanza Moreira -de las reformas de los '90: el concepto de equidad y el concepto de educabilidad. En la base de la inspiración
Tal intersección da cuenta de una particular concepción de la educación en el marco de los principales agentes de desarrollo económico y social.

### Equidad
Bentancur en el artículo referido observa cuatro objetivos programáticos fuertes de la reforma educativa conducida en Uruguay por el Soc. Germán Rama, de entre los cuales el primero consiste en la consolidación de la equidad social. Para ello la reforma instrumentó una serie de acciones tendientes a interrumpir el flujo de continuidad circular sociológica observado entre pobreza - organización familiar inestable - bajo nivel educativo de los padres - logros educativos de los padres, que redundan en las dificultades de escolaridad de niñas y niños.
Néstor López observa que es posible identificar dos líneas de pensamiento que “permiten pensar a la educación como una instancia previa a la equidad, como su
condición de posibilidad”

"En primer lugar, se sostiene que quienes no tienen acceso a la educación carecen de aquellas competencias que habilitan para una inserción laboral
exitosa. Como consecuencia de ello, estos sujetos excluidos del sistema educativo son además marginados respecto del principal mecanismo social de distribución de la riqueza - el mercado de trabajo – consolidando así uno de los modos de reproducción de las desigualdades en nuestras sociedades. Con esta visión, fuertemente arraigada en enfoques que enfatizan en la centralidad de los recursos humanos, convive aquella que sostiene que quienes no acceden a una educación de calidad tienen limitadas las posibilidades de un pleno ejercicio de sus derechos y de participación en la sociedad,
lo cual se traduce en un debilitamiento de su condición de ciudadanos".

En la misma línea el documento de sistmeatización de la experiencia del PFVEFC señala que:

"La equidad será el futuro de cambios amplios y profundos que no son, obviamente, responsabilidad exclusiva de las instituciones escolares, pero los efectos de los procesos de fragmentación y segmentación social que hemos vivido en los últimos años no se revertirán fácilmente. Por eso, en cualquier escenario, la escuela es y será un ámbito clave àra la construcción de equidad el fortalecimiento de las redes sociales"

Desde una perspectiva crítica Martinis señala que el énfasis -del gobierno de época- en la consolidación de la equidad social

"llevó a ubicar a la educación dentro del conjunto de las políticas sociales, generándose una identificación entre políticaeducativa y política social, lo cual produjo una pérdida de especificidad de la primera. En términos de un documento de la propia Administración Nacional de Educación Pública" 

### Educabilidad
Néstor López resume el concepto de educabilidad como:

"conjunto de recursos, aptitudes o predisposiciones que hacen posible que un niño o adolescente pueda asistir exitosamente a la escuela, al mismo tiempo que invita a analizar cuáles son las condiciones sociales que hacen posible que todos los niños y adolescentes accedan a esos recursos para poder así
recibir una educación de calidad".

Coincidentemente, el documento de sistematización de la experiencia del PFVEFC puntaliza que la noción de educabilidad en tanto que consterucción social

"transciende al sujeto y a su familia da[ndo] cuenta del desarrollo cognitivo básico que se produce en los primeros años de vida -vinculado a una estimulación afectiva, buena alimentación y salud- y la socialización primaria mediante la cual los niños adquieren los rudimentos de un marco básico que les permite incorporarse a una situación especializada distinta de la familia, como la escuela".

No obstante, el mismo documento párrafos más adelante señala que este análisis llevó a los autores de referencia de la doctrina de la educabilidad "a centrar la cuestión en la necesidad de una redefinición de las responsabilidades de la escuela y la familia en relación a la socialización de los niños".
Desde una perspectiva crítica Maritnis resume el planteo de la educabilidad al plantear que el mismo

"entiende que algunas variables estructurales, tales como los niveles de ingreso y de hacinamiento, sumadas a características familiares, como el estado conyugal de los padres y el nivel de instrucción de la madre, explican la producción de niños que no consiguen aprender en el marco de la educación formal".

Para Martinis la doctrina de la educabilidad lejos de dar respuestas fuertes a los problemas de las condiciones sociales que enmarcan el acto de aprendizaje, el quiebre de la universalidad del sistema educativo establece un quiebre entre el patrón de lo que se considera el niño normal y aquel otro que se construye como carenciado; constituyendo un nosotros y un ellos que legitima el imperativo de la equidad, la cual pasaría por la integración de ese ellos en un nosotros que se jerarquiza y construye como socialmente superior. Esto llevaría a la existencia de “una población escolar de condiciones desfavorables”

"que se constituye en un problema para las autoridades de la enseñanza, ya que de no ser posible rescatar a los niños que se encuentran en esa situación se estará perdiendo una generación en la marginalidad, preludio de la asunción de conductas delictivas por su parte. [Es por ello entonces que] Se debe “velar” por estos niños ofreciéndoles un espacio educativo de mayor extensión en cuanto a la jornada escolar, pasándose de las cuatro a las ocho horas diarias. De esta forma, se los protege de los “peligros de la calle”, se contrarresta la influencia negativa de la cultura de sus hogares y comunidades, se los asiste sanitaria y nutricionalmente y se les permite desarrollar aprendizajes".

Lo problemático que para Martinis vehiculiza la doctrina de la educabilidad es la construcción de una discursividad pa la cual "la reconstrucción de este papel social de la educación tiene que ver con insertar la educación dentro del conjunto de las políticas sociales" compensatorias "que sacaron hace rato de sus presupuestos la posibilidad de considerar a los pobres, los marginales o los perdedores como iguales y se conforman, en
el mejor de los casos, con gerenciar la crisis y silenciar los conflictos".

## Orientadores metodológicos
El documento de sistematización de la experiencia del PFVEFC recoge ocho ideas fuerzas -bases- que orientan la propuesta de trabajo del programa resultantes del marco referencial de base recientemente desarrollado.
Montevideo - Uruguay]]

### Consideración de la complejidad de la problemática.
Comprendiendo que la relación entre dinámicas educativas y situación sociocultural en contextos de pobreza y vulnerabilidad exige el reconocimiento de la complejidad y multicausalidad de razones por los cuales los alumnos y sus familias no logran usar adecuadamente las oportunidades que el sistema educativo les ofrece. En tal sentido la intervención apunta a considerar como problemática la situación y no los actores, modificando las percepciones e interacciones entre ellos incrementando la capacidad de los mismos de operar en la situación transformándola a partir de la movilización y articulación de recursos disponibles.

### Participación de los involucrados.
Supone por un lado la participación voluntaria de las escuelas en el trabajo con el PFVEFC a partir de un proceso de presentación de los objetivos del mismo y de aceptación de tal participación, y por otro lado la participación como principio rector de las acciones emprendidas involucrando en ellas a los diferentes actores implicados a los efectos de hacer posible los cambios planificados de común acuerdo y darles sustentabilidad.

### Visión interdisciplinaria.
Resulta de la constatación de las dos ideas fuerza anteriores. y tiene por propósito lograr una enriquecimiento mutuo entre los actores profesionales involucrados -docentes, asistentes sociales y psicólogos- y redundar en una acción efectiva y coherente. En tal sentido la acción interdisciplinaria supone el abordaje de la labor específica del centro educativo a partir del aporte de nuevos elementos provenientes de las especificidades disciplinarias al proyecto escolar. Será desde tales especificidades que cada actor profesional aporte al logro de los objetivos comunes compartiendo así mismo el proceso de planificación y evaluación.

### Generación de proyectos 'a medida'.
Articulando los criterios y orientaciones generales del PFVEFC y las características y requerimientos de cada centro educativo a partir de la elaboración de proyectos y actividades acordados entre el equipo profesional del PFVEFC y el equipo docente de la escuela.

### Definición de contratos renovables.
Previéndose acuerdos de trabajo de tres años con evaluaciones intermedias a los efectos de "no cristalizar situaciones que no aseguren el logro de los resultados deseados"

### Doble pertenencia de los técnicos al programa y a la escuela.
A fin de generar compromisos con los centros educativos suficientemente fuertes y de involucramiento pero que a su vez mantengan distancia en su perspectiva de análisis de modo de poder brindar nuevas miradas a los problemas a encarar y no ser absorbidos por las dinámicas institucionales predominantes.

### Evolución de la modalidad de trabajo e incremento de cobertura.
El trabajo con los centros educativos comienza con un contrato inicial de tres años (renovables por evaluación intermedia), plazo tras el cual las escuelas pasan a una segunda modalidad de trabajo bajo el supuesto de que la institución desarrolló en la primera modalidad una serie de aprendizajes respecto del abordaje de los problemas. Esta segunda modalidad supone la provisión de "servicios puntuales en función de las demandas y prioridades planteadas anualmente por cada institución". Esta dinámica asegura que cada año se incorporaran nuevas escuelas al programa y se mantuviera contacto con otras que ya habían pasado por la modalidad inicial.

### Idoneidad profesional y transparencia.
Regulando el ingreso al PFVEFC por concurso público.

## Principales tipos de intervenciones
La sistematización de la experiencia reseña nueve tipos principales de intervenciones ofrecidas por los profesionales del PFVEFC:

### Acciones de mejora de la comunicación / comprensión entre familia y escuela.
Principalmente realización de entrevistas conjuntas entre equipo docente y equipo técnico del PFVEFC con familias de alumnos (padres, madres, etc.), así como relevamientos sobre la situación y características de las mismas.

### Atención a situaciones particularmente críticas.
Contemplando abordajes individuales excepcionales en la que se encuentre en juego la salud física o emocional de los niños o se vea comprometido su desarrollo futuro.

### Fortalecimiento de redes
Incluyendo cuatro subpuntos:
* impulsar el protagonismo de la escuela en la creación de redes locales, en caso de que no existieran.
* participación de la misma en aquellas que existieran.
* generación de vínculos que faciliten la articulación.
* mejora de la imagen de la Escuela de Tiempo Completo en el relacionamiento con las instituciones y actores comunitarios.

### Mejoramiento del clima de convivencia escolar.
Bajo la premisa que reconoce en el clima escolar un elemento fundamental en los logros de los aprendizajes, las acciones tienden a elaborar acuerdos y compromisos sobre normas y formas de funcionamiento con la participación activa de niños y familias.

### Generación de espacios de reflexión y elaboración con los equipos docentes.
Esenciales para el desarrollo de visiones comunes que viabilicen el trabajo interdisciplinario, la superación del aislamiento y la elaboración de una estrategia institucional.

### Fortalecimiento institucional.
Orientado al desarrollo de las capacidades de análisis del entorno social y del propio funcionamiento institucional del centro, así como la promoción de generación de consensos, vitales para la cultura y funcionamiento institucional.

### Instancias de intercambio y reflexión conjunta.
Entre diferentes actores de centros participantes (directores/as, docentes y/o inspectoras/es) contribuyendo facilitar enfoques comunes y rescatar aprendizajes del trabajo realizado.

## Etapas
De acuerdo a la idea de evolución de las modalidades de trabajo el Programa desarrolló cinco de éstas modalidades.

### Modalidad (1999) I
Nace con el programa e incluye los principales tipos de intervención previstos. El equipo de atención estaba integrado por un pasante de Trabajo social de 20 horas semanales de dedicación por cada escuela de Tiempo Completo integrada al programa y un coordinador Asistente Social cada tres de estas. En el año 2000 y a razón de requerimientos específicos se integran dos consultores en Psicología, agregándose en 2002, sobre la finalización esta modalidad los primeros tres pasantes de psicología con la misma dedicación que los pasante en trabajo social.

### Modalidad II (2002)
La implementación de esta modalidad supuso la cobertura a doce nuevas escuelas bajo tres ejes:
* desarrollo de proyectos específicos acordados entre el colectivo docente y el equipo psicosocial.
* fortalecimiento del trabajo interdisciplinario.
* menor carga de trabajo presencial de los equipos en los centros educativos para promover la autonomía de los mismos.
Esta modalidad supone la conformación de un equipo integrado por un Asistente Social y un Psicólogo con una dedicación semanal de 40 horas semanales cada uno y un pasante de Trabajo social y otro de Psicología con la misma dedicación horaria cada 12 escuelas.

### Modalidad III (2004)
Surge a partir de las demandas de las escuelas de poder contar con una alternativa intermedia que pueda aplicarse cuando no existan condiciones para la modalidad II y ya se han cumplido tres años de fase inicial. En esta modalidad se asigna un equipo integrado por dos pasantes -uno de Trabajo Social y uno de Psicología cada uno con una dedicación semanal de 30 horas para la atención de tres escuelas, y un equipo de un Asistente Social y un Psicólogo con la misma dedicación horaria semanal para cubrir seis centros educativos.
Este formato supone una mayor estabilidad en la presencia de los miembros del equipo asegurando la asistencia al centro de al menos dos veces por semana.
Esta modalidad se orienta principalmente a la realización de productos visibles, evaluables a corto y mediano plazo, desarrollándose entonces con mayor refinamiento los instrumentos de registro y evaluación que posteriormente fueron protocolizadas.

### Modalidad IV (2005)
Supuso una importante ampliación de la cobertura del programa, con importantes cambios cualitativos, ya que ingresan Escuelas de requerimiento 1 y de contexto sociocultural crítico no pertenecientes a la modalidad de Tiempo completo. Esta modalidad asegura la presencia semanal de equipos de seis profesionales en 10 escuelas, seleccionadas en acuerdo con las inspecciones zonales, manteniéndose la participación voluntaria en las mismas.
Esta modalidad supuso la flexibilización de las metodologías de intervención continuándose la modalidad presencial de los equipos en los centros y articulándose con la participación de los mismos en redes territoriales y desarrollando encuentros con los colectivos de Directores e Inspectores de los distritos en los que se trabajó. Así mismo se articuló el PFVEFC con otros programas educativos instalados en la primera administración del Frente Amplio como el Programa de Maestros Comunitarios y el programa de Educación Sexual.

### Modalidad V y Equipo consultor (2006)
La misma surge de los acuerdos de la nueva administración respecto de la asociación entre políticas educativas y préstamos con agencias internacionales de crédito [cita requerida]. En tal sentido y en el marco de una nueva política de estatización y universalización de las prestaciones psicosociales en la arena educativa, las ofertas del PFVEFC se minimizan a dos líneas fundamentales 1. Presencia en los Escuelas centrada en el trabajo con los colectivos docentes y 2 espacios de trabajo de frecuencia mensual con las y los Directores de dichas Escuelas, reduciéndose así mismo significativamente la plantilla de personal requerido en el período 2006 - 2008.
SuperposiciónLa transición entre modalidades supuso el solapamiento en un mismo período de tiempo del trabajo en modalidades diferentes en diferentes centros educativos, de modo tal que aquellas escuelas iniciaban una modalidad seguían en ella hasta la finalización del contrato establecido.

## Cobertura

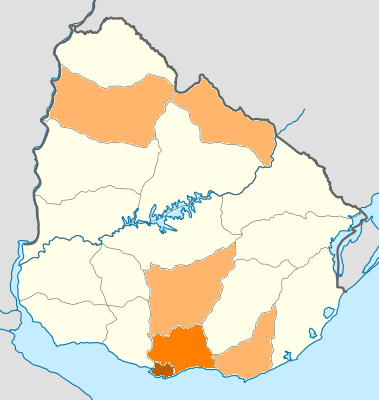
Cobertura del PFVEFC en el territorio nacional.

Desde su comienzo el PFVEFC se instaló en más departamentos que la capital nacional Montevideo; particularmente desde 1999 en Montevideo, Maldonado y Canelones.
Con el paso de los años y la consolidación de la experiencia el programa fue ampliando la cobertura a los departamentos de Salto y Rivera en 2002 y Florida en 2003, atendiendo en total -entre los años 1999 y 2005- a 37 escuelas en las diferentes modalidades.

## Equipo técnico
El PFVEFC contó con la coordinación general de la Asistente Social Cecilia Zaffaroni y la co-coordinación de la A.S. Mariela Solari a partir de 2002.
Según datos de la sistematización de la experiencia entre 1999 y 2004 pasaron por el programa 12 Asistentes sociales coordinadores de Equipos, 7 Psicólogos, 35 Pasantes de Trabajo Social y 10 Pasantes de Psicología.

## Financiación
El PFVEFC se incluyó en la financiación del numeral 6 'contratación de maestros' del componente 2 'Expansión del acceso a las escuelas de tiempo completo' del Segundo Proyecto de Mejora de la Calidad de la Enseñanza Básica(MECAEP II) mediante préstamo internacional al Banco Internacional de Reconstrucción y Fomento por un monto todal de 28 millones de dólares, y continuándose durante el Tercer Proyecto (MECAEP III).

## Desarrollos posteriores
El PFVEFC sirvió de matriz para el programa de Consejo de Educación Inicial y Primaria "Escuelas Disfrutables" implementado en 2008 con el objetivo de desarrollar intervenciones interdisciplinarias en las escuelas urbanas de todo el país sobre los factores que generan malestar institucional y con un abordaje integral de las situaciones desde una perspectiva de derechos y con prácticas acordes al momento socio-histórico que vive la escuela pública.